# Lorentz Fjelderup Lassen
Lorentz Fjelderup Lassen (født 28. november 1756 i København, død 27. juli 1837 sammesteds[kilde mangler]) var en dansk søofficer, der deltog i Slaget på Reden.

## Tidlig karriere
Lorentz Fjelderup Lassen var søn af justitsråd og byfoged i København Peder Fjelderup Lassen og Sophie Magdalene født Fisker. Han blev sekondløjtnant i marinen 1779, premierløjtnant 1788, året efter kaptajnløjtnant og 1797 kaptajn.[kilde mangler]
Som ung officer gjorde han bl.a. togter til Vestindien 1781-82 med fregatten Kiel, 1784-86 som fører af et skib tilhørende Det vestindiske Handelsselskab og 1787 med kaptajnløjtnant D. Holsten.[kilde mangler] Blandt hans andre togter som underordnet skal nævnes, at han 1780 var med orlogsskibet Printz Friderich, der strandede på Læsø, og 1789 med orlogsskibet Nordstjærnen, hvor han blev såret derved, at en kanon sprang.[kilde mangler]
1791-92 var Lassen ansat ved indrulleringen i Bergens Stift; ved hjemkomsten her fra blev han interimsekvipagemester og senere (1795) viceekvipagemester på Nyholm samt (1797) desuden medlem af Københavns Havnekommission.[kilde mangler] Af chefskommandoer havde Lassen før 1801 kun de reglementerede togter med vagtskibe.[kilde mangler]

## Slaget på Reden
Ved krigsforberedelserne i århundredets begyndelse for at hævde den væbnede neutralitets forbund mellem Rusland, Sverige og Danmark ansattes Lassen kort før Slaget på Reden som chef for blokskibet Prøvesten på 58 kanoner, et raseret linjeskib (Christian VII), og deltog med dette i slaget 2. april 1801[kilde mangler] med så udmærket tapperhed, at hans eskadrechef, Olfert Fischer, såvel som den offentlige mening tilkendte ham prisen som den mest fremragende af samtlige skibschefer.[kilde mangler] Hans skib, der lå sydligst i defensionslinjen, åbnede kampen; det blev angrebet af linjeskibene Russel og Polyfemus foruden af en fregat og en brig, der beskød Prøvesten langskibs.[kilde mangler] Af den 513 mand stærke besætning, for største delen ganske uøvede folk, faldt 62, mens 40 såredes.[kilde mangler] Da Lassen kun havde to brugelige kanoner tilbage, forlod han med en del af sit mandskab skibet og lod sin næstkommanderende, kaptajnløjtnant Rasmus Rafn, overgive det til englænderne, der senere opbrændte det værdiløse skrog.[kilde mangler]
Lassen modtog senere en guldmedalje, der prægedes til erindring om slaget.[kilde mangler]

## Senere virke
Samme år var han som meddommer i kadetfrigatten Frederiksværn, 1802-3 førte han fregatten Rota på togt i Middelhavet og 1805 briggen Brevdrageren i en evolutionseskadre.[kilde mangler] 1806 trådte Lassen uden for aktiv tjeneste, idet han ansattes som overlods og indrulleringschef i Frederikshalds distrikt, men allerede det påfølgende år, ved krigens udbrud, kom han dog på ny i militær virksomhed, organiserede kystforsvaret ved den svenske grænse, oprettede et signalsystem, rækkende fra Hvaløerne til Christiania, samt tog kommando over kanonbådene og landbatterierne ved Idefjord, hvor han vedblev at fungere, så længe krigen varede.[kilde mangler]
1809 erholdt han kommandørkaptajns karakter, tre år senere blev han virkelig kommandør; men ved Norges adskillelse fra Danmark vendte han tilbage til København.[kilde mangler] 1812 blev han Ridder af Dannebrog.[kilde mangler] 1815, da en større reduktion fandt sted i marinens officerskorps, blev Lassen afskediget med kontreadmirals karakter og fuld gage i pension; han døde i København.[kilde mangler]
Lassen, om hvem Erich Christian Werlauff i sine erindringer anfører, at han i den nærmeste tid efter 1801 var dagens helt, hvor han viste sig, så at endog fiskerkonerne ved Gammel Strand rejste sig og nejede, når han gik over pladsen, savnede med sin beskedne og fordringsløse karakter ganske evnen til at gøre sig gjældende uden for det tjenstlige område. I slutningen af sit liv forblev han derfor ganske upåagtet, levende i små kår. Han var gift med Charlotte født Nordtmann.[kilde mangler]
Man har beskyldt Lassen for, at han dagen før Slaget på Reden fra sit skib skulle have observeret, at de bomber, der fra batteriet Qvintus kastedes mod den engelske flåde, havde gode udsigter til at træffe, men forsømte at gøre opmærksom på det uheldige i, at bombardementet alt for tidlig ophørte. Efter de oplysninger, der herom er fremskaffede, er denne påstands rigtighed dog højst usandsynlig.[kilde mangler]
Han er begravet på Holmens Kirkegård i København.[kilde mangler]

## Gengivelser
- Klippet silhouet (Det Kongelige Bibliotek)
- Portrætmaleri af Jens Juel (Det Nationalhistoriske Museum på Frederiksborg Slot) og efter dette gentagelse eller kopi
- Stik af Jacob Rieter efter physiognotrace, efter dette stik, litografi på mindeblad for slaget 1801 og flere træsnit, bl.a. 1855 efter tegning af Carl Bloch
- Tegning af Rasmus Christiansen 1898

## Henvisning
- Lorentz Fjelderup Lassen på gravsted.dk